# Claptone
 (janvier 2018).
Si vous disposez d'ouvrages ou d'articles de référence ou si vous connaissez des sites web de qualité traitant du thème abordé ici, merci de compléter l'article en donnant les références utiles à sa vérifiabilité et en les liant à la section « Notes et références ».
Claptone est un producteur et disc jockey allemand.
Il se fait connaître en 2013 avec la publication du titre No Eyes. en collaboration avec Jaw du groupe dOP.
Selon le magazine The Jazz Line, Claptone est en partie responsable du succès de l'album Liquid Spirit de Gregory Porter. L'album a obtenu le disque d'or au Royaume-Uni après la diffusion dans l'émission Essential Mix de BBC Radio 1 du remix du titre éponyme, ce qui a poussé les fans d'électro à écouter le titre original.
Claptone porte un masque doré en forme de bec ainsi que des gants blancs, pour que son identité reste un mystère.

## Discographie
- 2015 : Charmer
- 2017 : The Masquerade Mixes
- 2021 : Closer